# Rokycany (distrikt)
Rokycany (tjeckiska: okres Rokycany) är ett distrikt i Tjeckien. Det ligger i regionen Plzeň, i den västra delen av landet, 60 km sydväst om huvudstaden Prag. Antalet invånare är 45 541. Arean är 575 kvadratkilometer. Distriktet Rokycany gränsar till distrikten Rakovník, Beroun, Příbram, Plzeň-sever, Plzeň-město och Plzeň-jih. 
Terrängen i distriktet Rokycany är kuperad åt sydost, men åt nordväst är den platt.
Distriktet Rokycany delas in i:
- Kladruby
- Zbiroh
- Kamenný Újezd
- Hlohovice
- Újezd u Svatého Kříže
- Čilá
- Kornatice
- Němčovice
- Chlum
- Drahoňův Újezd
- Cheznovice
- Všenice
- Ejpovice
- Volduchy
- Bezděkov (Rokycany)
- Plískov
- Mirošov
- Hůrky
- Těně
- Kakejcov
- Rokycany
- Bujesily
- Březina
- Dobřív
- Lhotka u Radnic
- Hradiště
- Mýto
- Radnice
- Hrádek
- Nevid
- Kamenec
- Mešno
- Raková
- Příkosice
- Skořice
- Sebečice
- Strašice
- Podmokly
- Medový Újezd
- Těškov
- Veselá
- Týček
- Terešov
- Svojkovice
- Cekov
- Kařez
- Osek
- Smědčice
- Skomelno
- Vejvanov
- Holoubkov
- Chomle
- Ostrovec-Lhotka
- Břasy
- Líšná
- Vísky
- Lhota pod Radčem
- Bušovice
- Klabava
- Kařízek
- Sirá
- Litohlavy
- Štítov
- Zvíkovec
- Přívětice
- Mlečice
- Trokavec
- Liblín

Följande samhällen finns i distriktet Rokycany:
- Rokycany
- Břasy
- Dobřív